# 米蘭德拉
41°29′7″N 7°10′54″W / 41.48528°N 7.18167°W

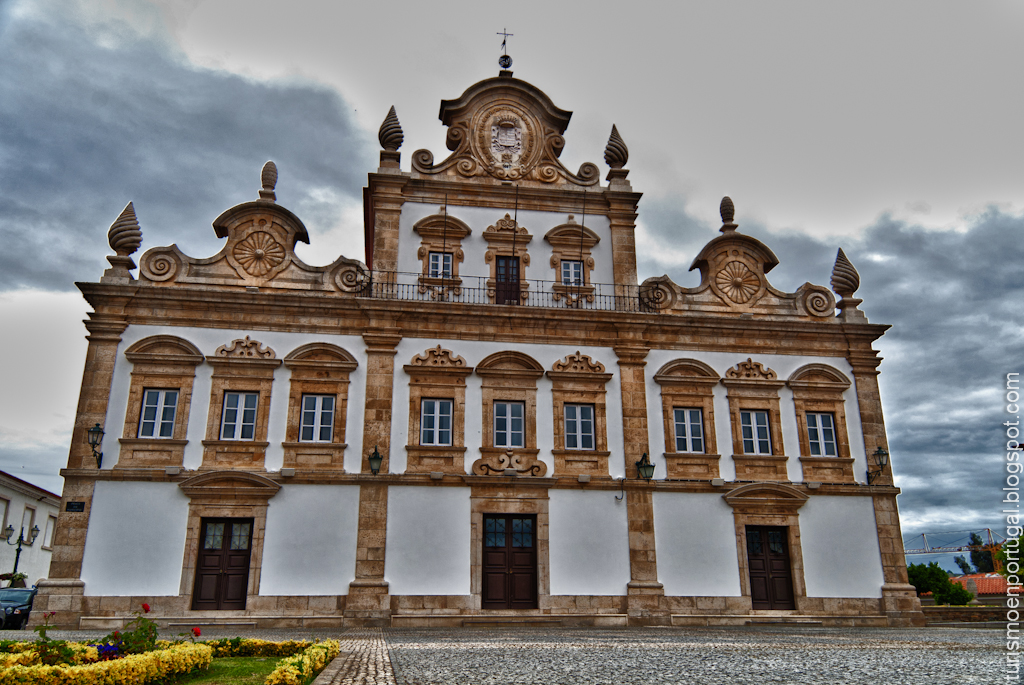

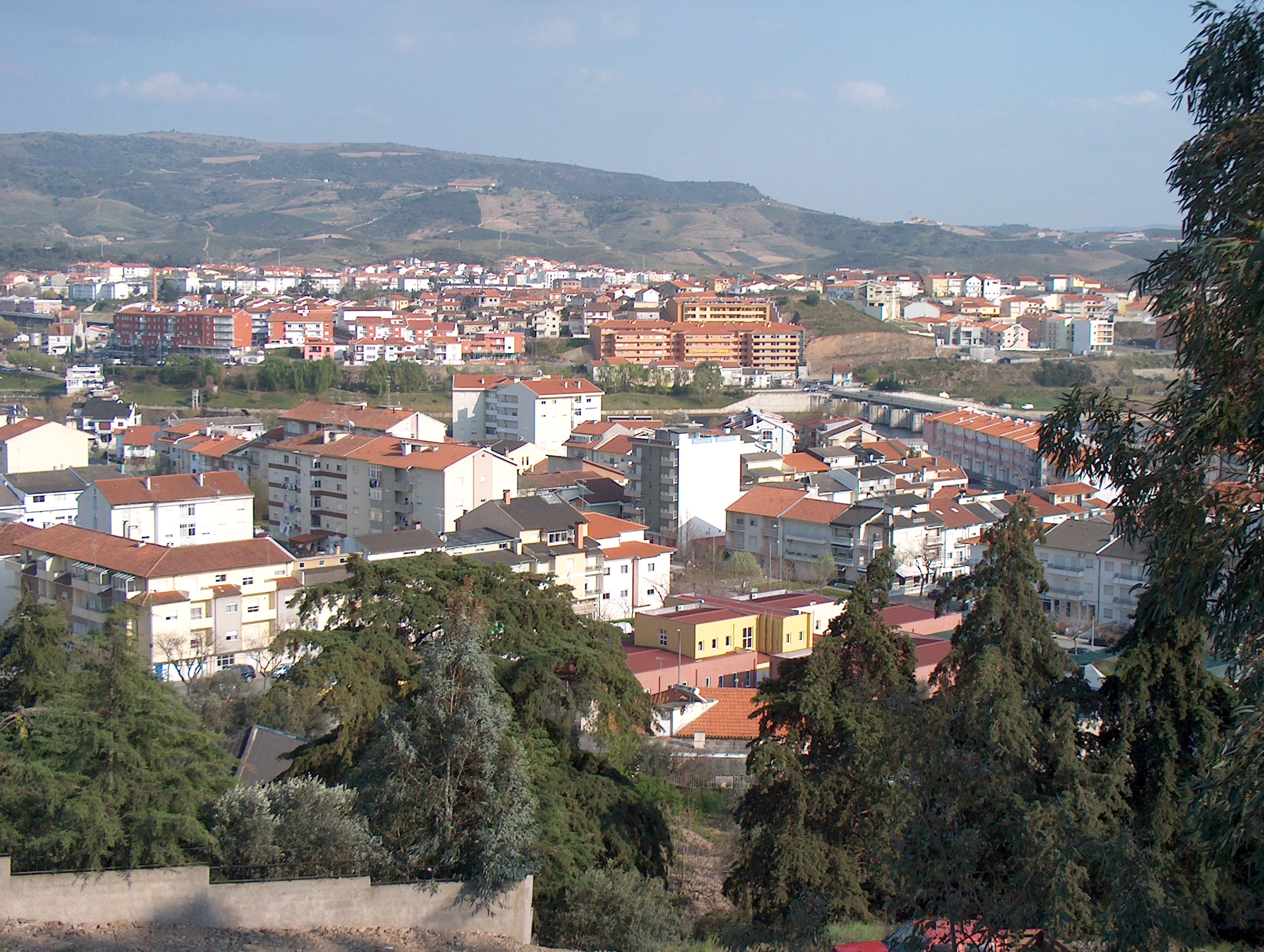

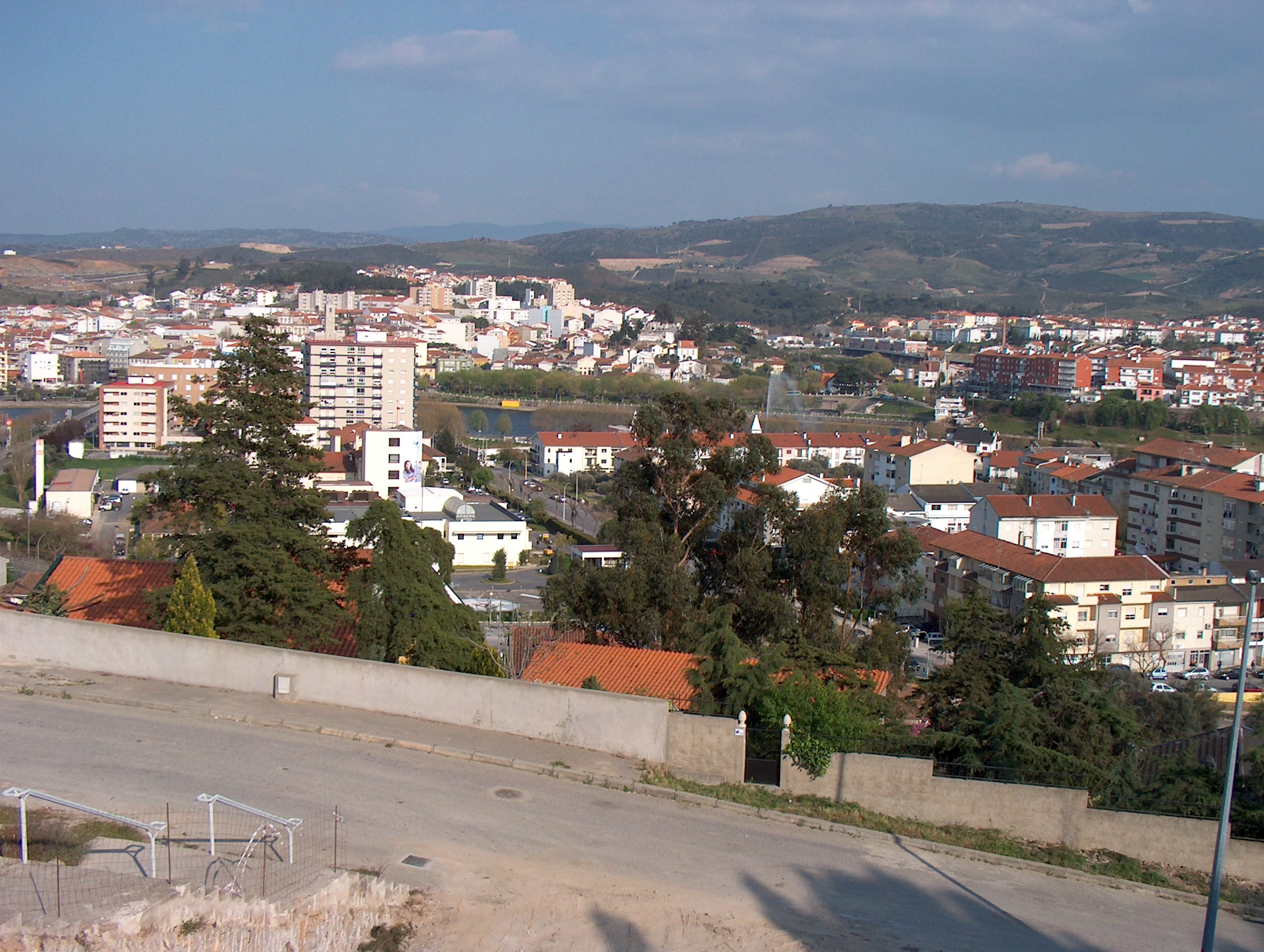

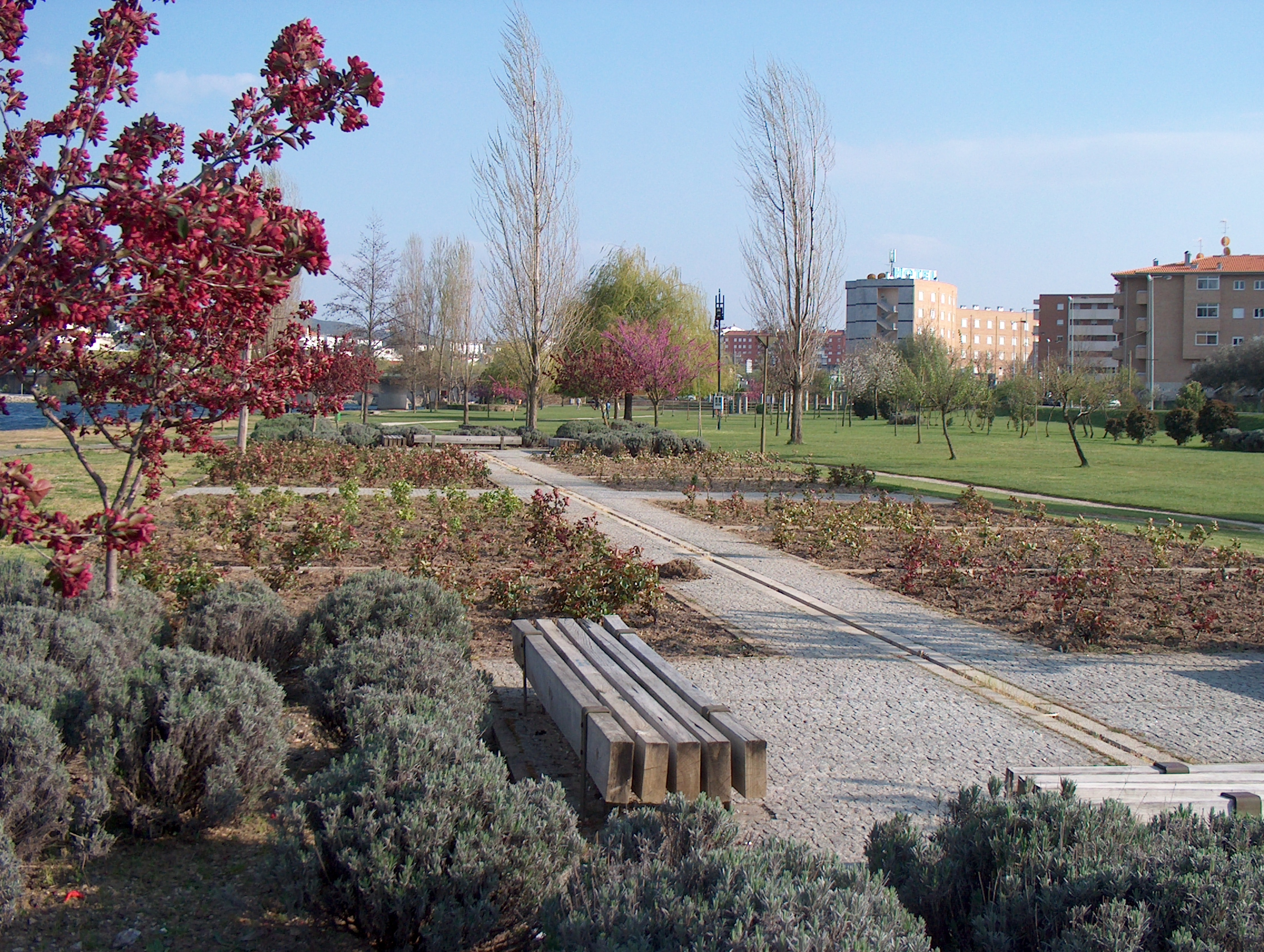

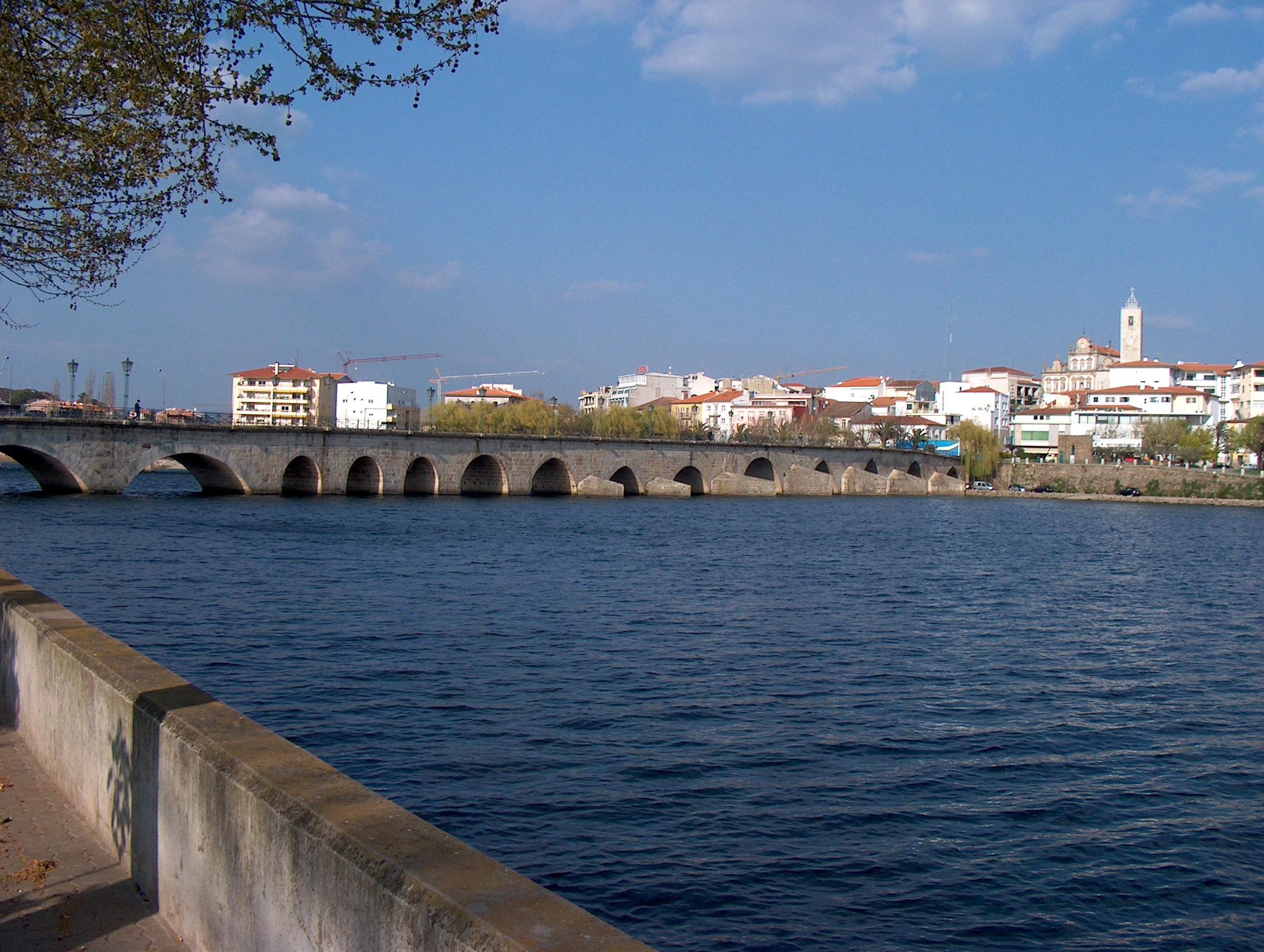

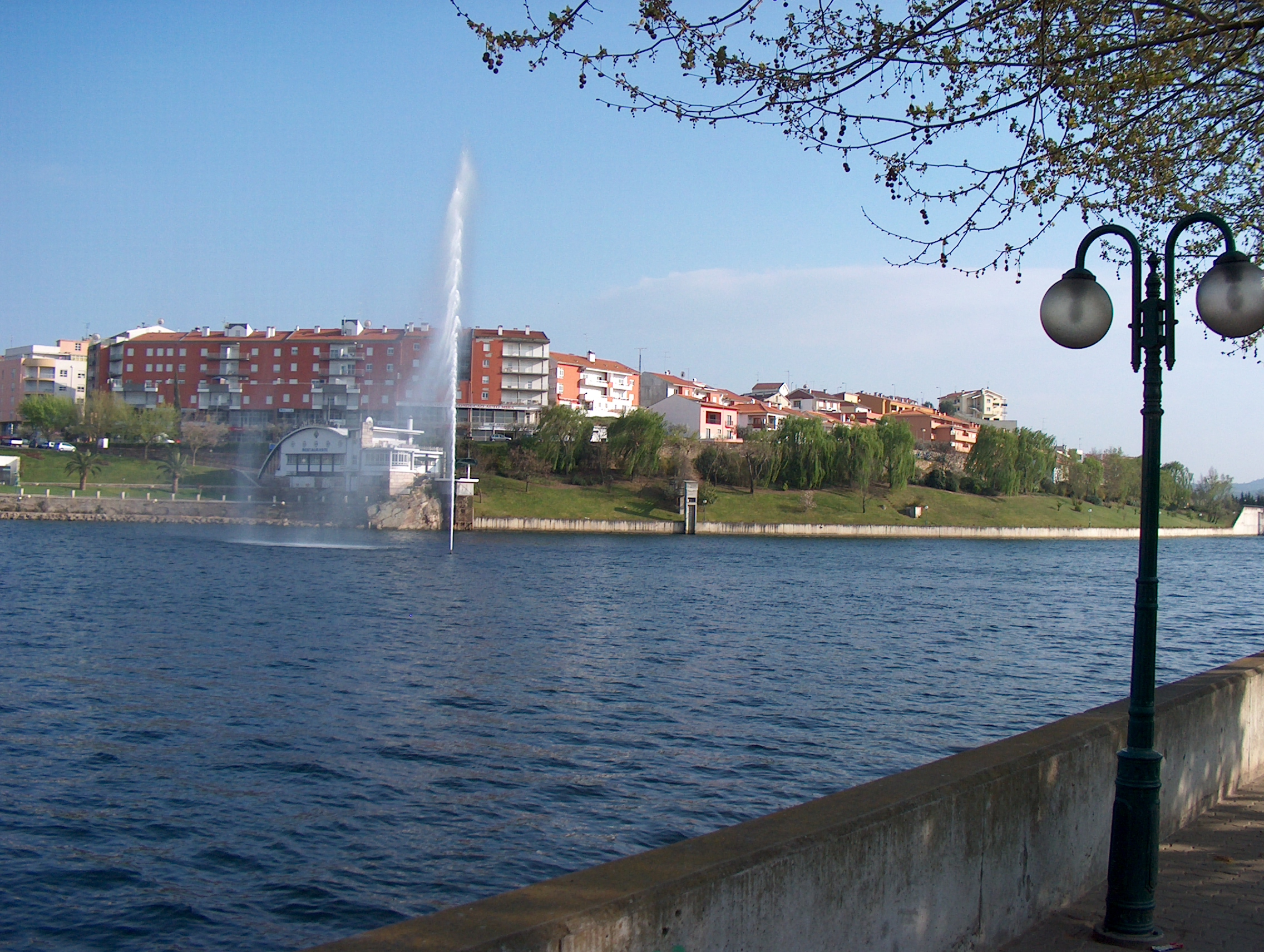

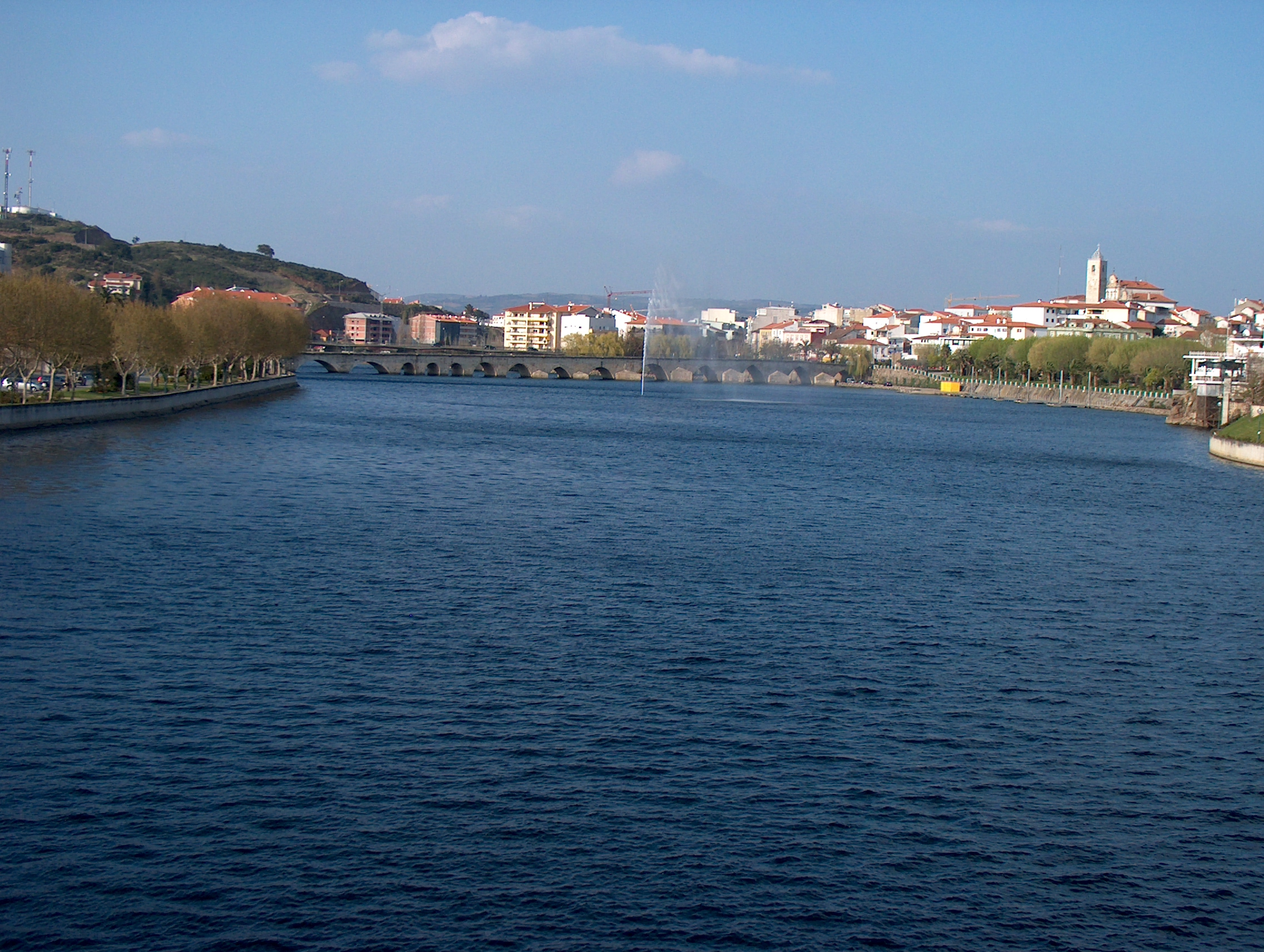

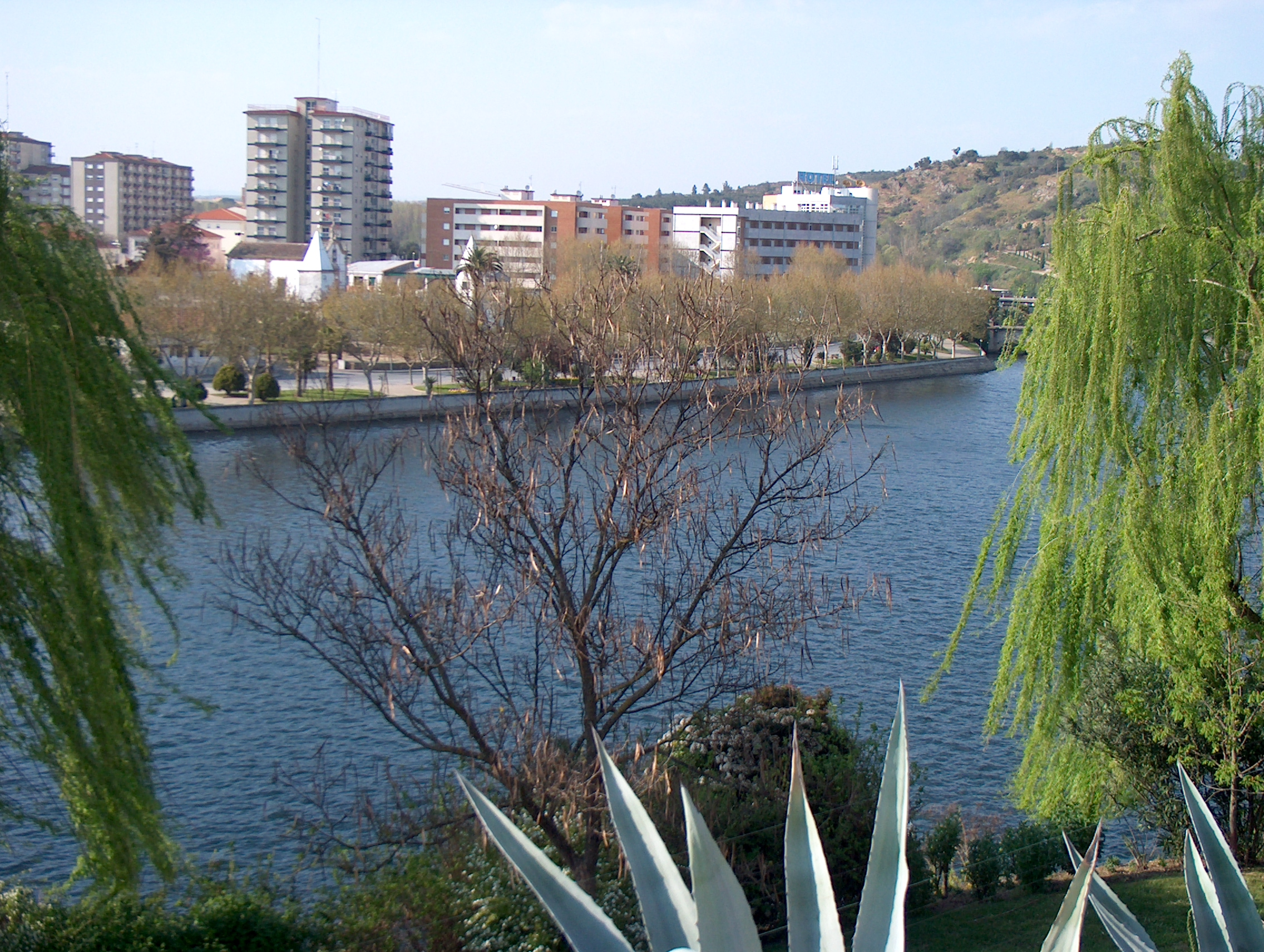

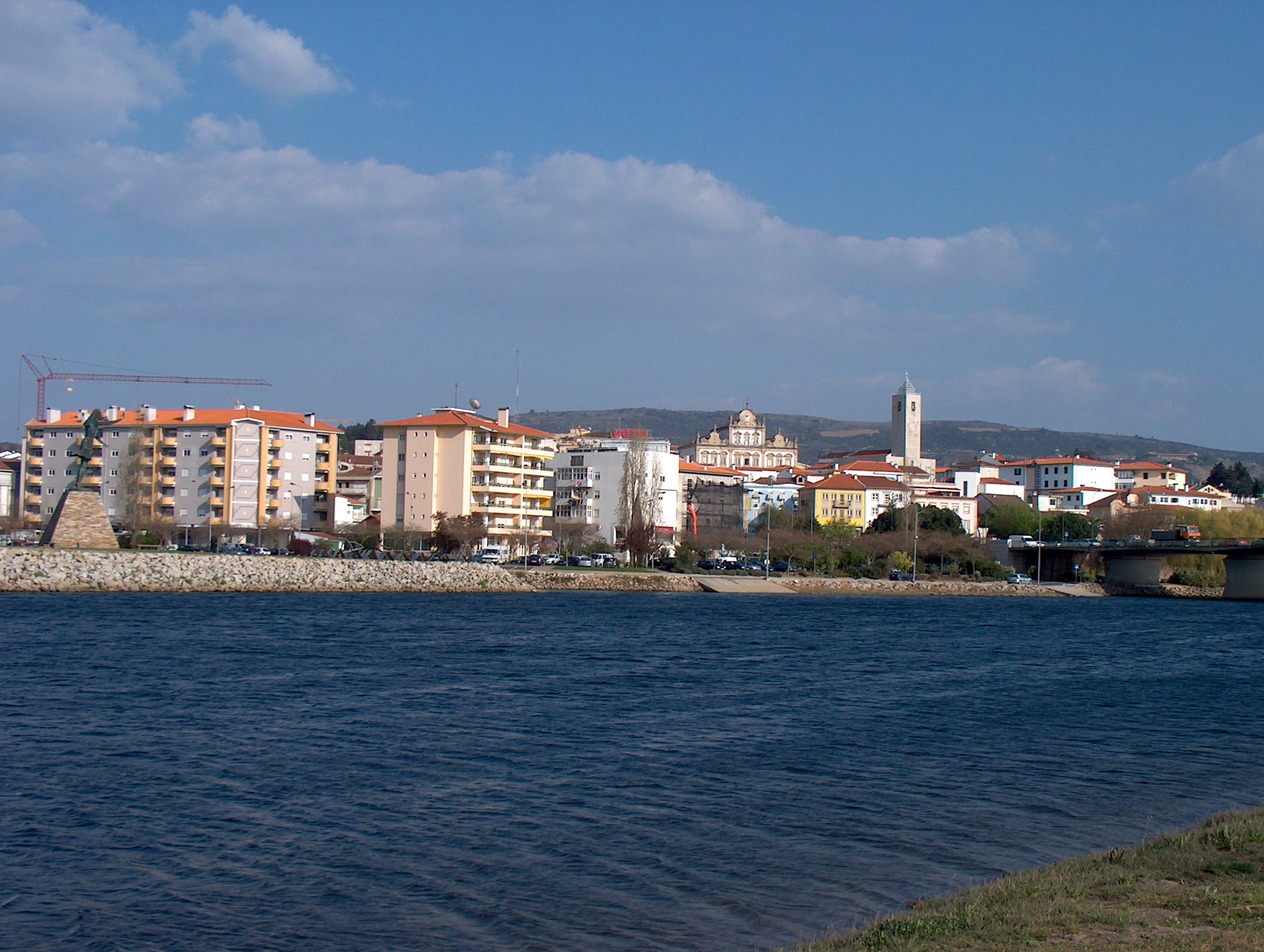

米蘭德拉（葡萄牙語：Mirandela），是葡萄牙的城鎮，位於該國東北部，由布拉干薩區負責管轄，面積658.96平方公里，海拔高度301米，2011年人口23,850，人口密度每平方公里36人。

## 友好城市
- 法國 奥尔泰兹